# Verbindungsbüro der Zentralen Volksregierung in der Sonderverwaltungszone Macau

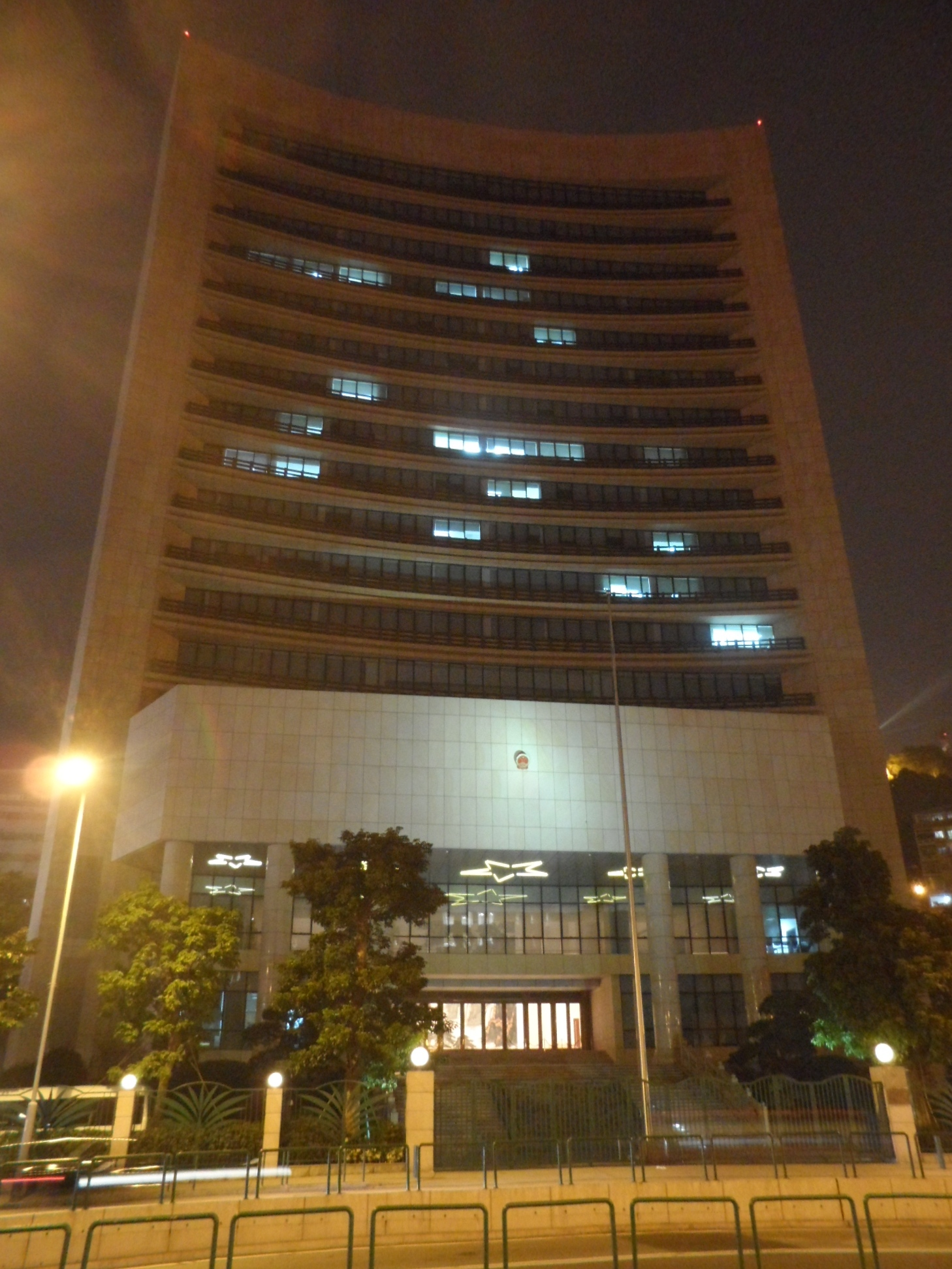
Verbindungsbüro der Zentralen Volksregierung der Sonderverwaltungszone Macau

Das Verbindungsbüro der Zentralen Volksregierung in der Sonderverwaltungszone Macau (chinesisch 中央人民政府駐澳門特別行政區聯絡辦公室 / 中央人民政府驻澳门特别行政区联络办公室, Portugiesisch: Gabinete de Ligação do Governo Central na Região Administrativa Especial de Macau), umgangssprachlich meist einfach als Verbindungsbüro in Macau (澳門中聯辦 / 澳门中联办,  Àomén Zhōngliánbàn, Jyutping Ou3mun4*2 Zung1lyun4baan1, kurz: 中聯辦 / 中联办,  Zhōngliánbàn, Jyutping Zung1lyun4baan1) bekannt, ist das Repräsentanzbüro des Staatsrates der Volksrepublik China in Macau. Abgekürzt auch bekannt als LOCPG MO (中央政府駐澳聯絡辦 / 中央政府驻澳联络办, englisch Liaison Office of the Central People's Government in the Macao Special Administrative Region). Das Gegenstück im Festlandchina ist das Verbindungsbüro der Sonderverwaltungszone Macau in Peking (澳門特別行政區駐北京辦事處 / 澳门特别行政区驻北京办事处, Portugiesisch: Delegação da Região Administrativa Especial de Macau em Pequim).
Dies ist eine der drei Agenturen des Staatsrates der Volksrepublik China in der Sonderverwaltungszone Macau. Die beiden anderen sind das Amt des Kommissars des Außenministeriums der Volksrepublik China in der Macau-Sonderverwaltungszone und das Amt der Volksbefreiungsarmee der Macau-Garnison.

## Geschichte
Das Verbindungsbüro wurde am 18. Januar 2000 gegründet. Damit wurde die ehemalige Zweigstelle der Nachrichtenagentur Xinhua ersetzt. Das Büro befindet sich im Xinhua-Gebäude, das in den südlichen Ausläufern des Guia-Hügels liegt. Das neue Gebäude wurde am 16. Januar 2010 in der Gemeinde Freguesia da Sé eröffnet.
Als Macau unter portugiesischer Verwaltung stand, wurde die Volksrepublik China inoffiziell von der Handelsgesellschaft Nanguang vertreten. Diese wurde später als die China Central Enterprise Nam Kwong (Gruppe) bekannt. Gegründet im Jahre 1949, offiziell zur Förderung der Handelsbeziehungen zwischen Macau und dem Festlandchina, agierte sie, in Bezug auf die portugiesische Verwaltung, als inoffizieller Vertreter und „Schattenregierung“ der Volksrepublik China.
Die Gruppe diente dazu, das rivalisierende taiwanische „Sonderkommissariat des Ministeriums für auswärtige Angelegenheiten der Republik China“ der Kuomintang-Regierung herauszufordern. Das Kommissariat wurde nach dem prokommunistischen 1-2-3-Vorfall vom 3. Dezember 1966, in Portugal als 1-2-3-Aufstand bekannt, geschlossen, wonach die portugiesischen Behörden vereinbarten, alle Kuomintang-Aktivitäten in Macau zu verbieten. Nach der Nelkenrevolution hat Portugal 1976 Macau als „chinesisches Territorium unter portugiesischer Verwaltung“ neu definiert. Lissabon etablierte bis 1979 keine diplomatischen Beziehungen mit Peking.
1984 wurde die Nam Kwong Gruppe in Politik und Handelswaffen aufgeteilt. Am 21. September 1987 wurde eine Macau-Zweigstelle der Nachrichtenagentur Xinhua gegründet, die wie in Hongkong, Pekings inoffizieller Vertreter war und Nam Kwong ersetzte. Am 18. Januar 2000, ein Monat nach der Übertragung der Souveränität über Macau, wurde die Niederlassung Macau zum Verbindungsbüro der Zentralen Volksregierung in der Sonderverwaltungszone Macau.
2010 setzte die Zentralregierung zwei neue Vize-Direktoren für das Verbindungsbüro der zentralen Volksregierung in Macau ein, die vom Staatsrat in Peking ernannt wurden, während ihre Vorgänger nach Peking zurückgerufen wurden. Die neuen Vize-Direktoren waren Chen Sixi und Qui Hong.
2013 ernannte China eine neue Führungskraft, Li Gang, der Chinas Verbindungsbüro in Macau übernehmen sollte, um stärkere Geschäftsbeziehungen aufzubauen. Li gehört zur Zentralkommission für Disziplininspektionen der Kommunistischen Partei Chinas und sollte sich um Bestechung und verbotene Mittelabflüsse in Macau kümmern und die Korruption unter den eigenen Beamten des Landes bekämpfen.

## Bedrohung des Erbes

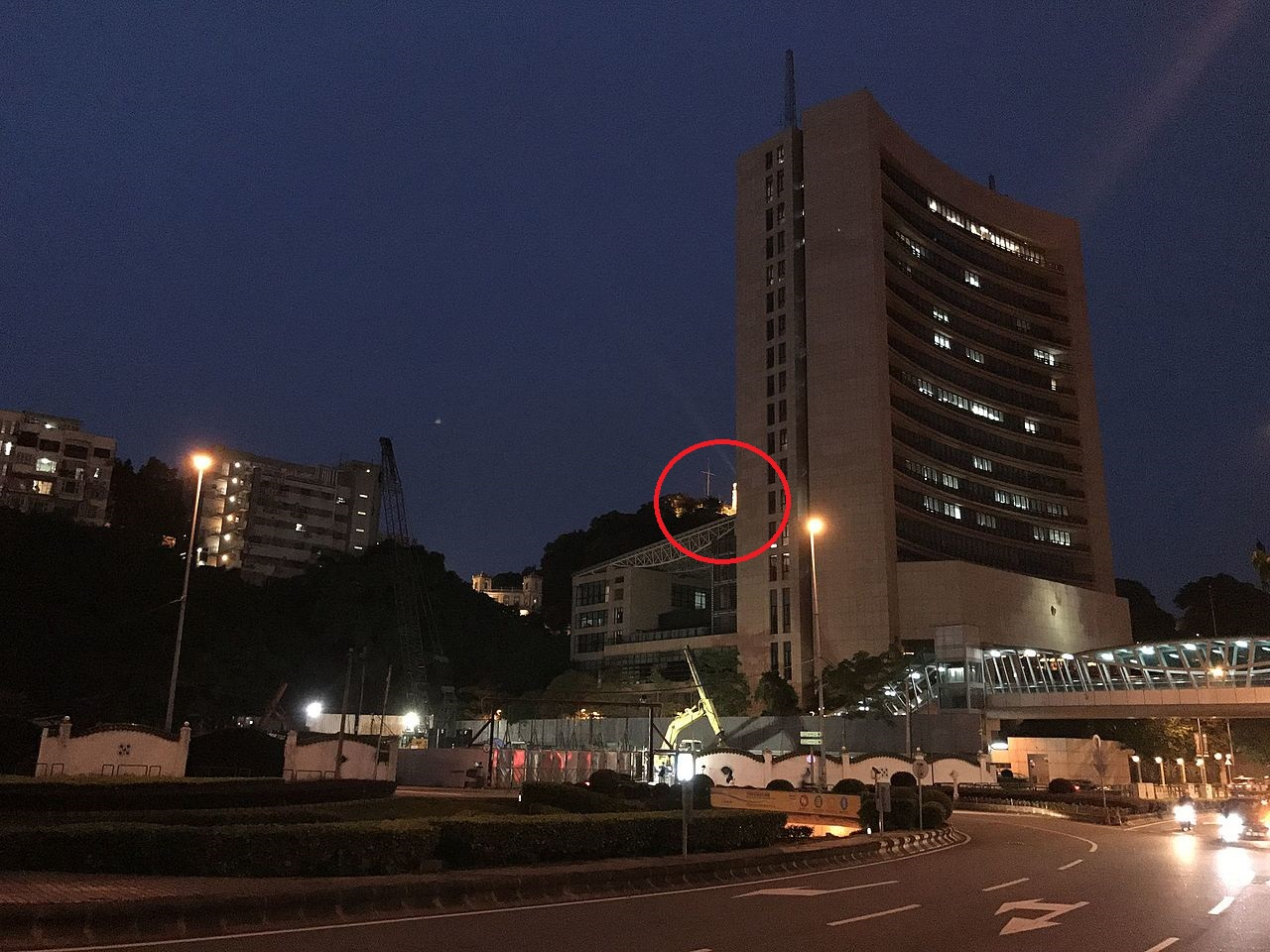
Der Blick auf die Guia-Festung ist durch den Hauptsitz behindert.

Im Jahr 2015 teilte die pro-demokratische Partei Associação Novo Macau der UNESCO in einem Bericht mit, dass die Regierung Macaus es versäumt habe, das kulturelle Erbe von Macau vor Bedrohungen durch Stadtentwicklungsprojekte zu schützen. Als Beispiel wurde aufgeführt, dass der Hauptsitz des Verbindungsbüros der Zentralen Volksregierung, der sich auf dem Gebirgsausläufer von Guia befindet, den Blick auf die Festung von Guia (eines der Welterbesymbole von Macau) behindere. Ein Jahr später sagte Roni Amelan, ein Sprecher des UNESCO-Pressedienstes, dass die UNESCO China um Stellungnahme gebeten habe und immer noch auf eine Antwort warte.

## Verwaltung
- Zhou Ding
- Guo Dongpo
- Wang Qiren
- Bai Zhijian[14]